# مشاهدة المعروضات

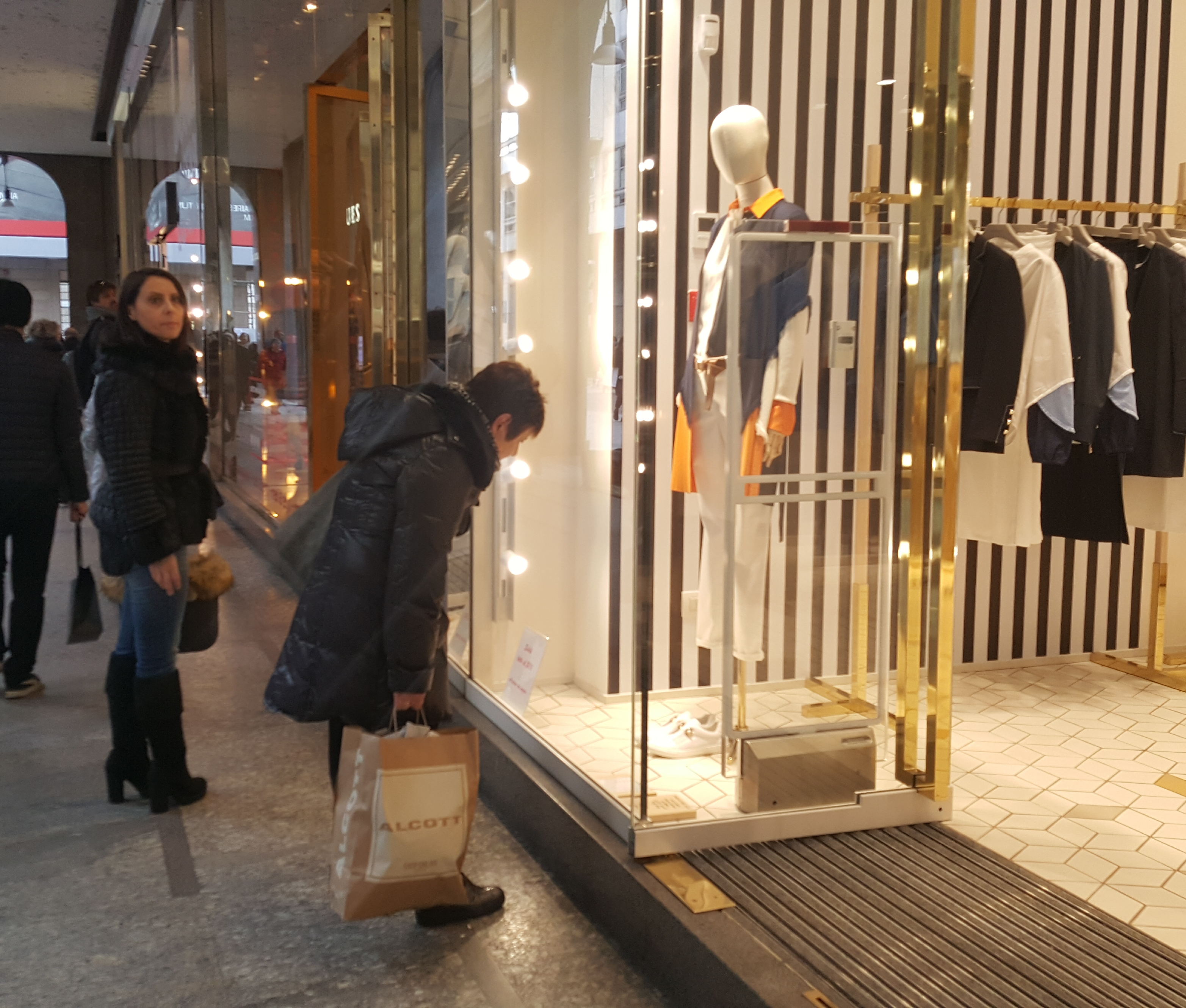
امرأة تُشاهد المعروضات

مُشاهدة المعروضات تعني نشاطًا يتصفح فيه المستهلك أو يفحص سلع المتجر بغرض الترفيه أو سلوك البحث الخارجي بلا نية للشراء. يمكن أن تكون مشاهدة المعروضات هواية أو يمكن استخدامها للحصول على معلومات حول تطور منتج أو تنوع العلامات التجارية أو أسعار البيع.